# Muniadona z Kastylii
Muniadona z Kastylii (znana też jako Munia i Mayor, ur. 994 lub 996, zm. 1066) – królowa Nawarry w latach 1010 – 1035.
Muniadona była najstarszym dzieckiem Sancho I, hrabiego Kastylii, i jego żony Urraki. Pomiędzy rokiem 1005 a 24 czerwca 1011 wyszła za mąż za Sancho III Wielkiego, króla Nawarry (za najbardziej prawdopodobną datę uznaje się rok 1010). Jej mąż zyskał tym samym pretensje do Kastylii oraz hrabstwa Ribagorza.
Muniadona przeżyła swojego męża i dzieci, z wyjątkiem być może Jimeny. Po śmierci Sancho III ufundowała klasztor San Martín de Tours de Frómista we Frómista. W swoim testamencie, datowanym na 13 czerwca 1066, poleciła by właśnie w nim zostać pochowaną. Zmarła prawdopodobnie niedługo później tego samego roku.

## Dzieci
- Garcia III, król Nawarry w latach 1035 – 1054
- Ferdynand I Wielki – król Kastylii (1029 – 1065) i Leónu (1037 – 1065)
- Gonzalo Sánchez – król Sobrarbe i Ribagorzy
- Jimena Sánchez – królowa Leónu, żona Bermudo III